# نیکیتا چرنوف
نیکیتا چرنوف (روسی: Никита Александрович Чернов؛ زادهٔ ۱۴ ژانویهٔ ۱۹۹۶) بازیکن فوتبال اهل روسیه است.
از باشگاه‌هایی که در آن بازی کرده‌است می‌توان به باشگاه فوتبال بالتیکا کالینینگراد و باشگاه فوتبال زسکا مسکو اشاره کرد.
وی همچنین در تیم‌های ملی فوتبال Russia national under-16 football team, Russia national under-17 football team, Russia national under-18 football team, Russia national under-19 football team، زیر ۲۱ سال روسیه، و روسیه بازی کرده‌است.